# Фарерская крона
Фаре́рская кро́на (фар. króna, мн. числ. krónur) — валюта Фарерских островов, делящаяся на 100 ойра (фар. oyra, мн. числ. oyrur). Выпускается Национальным банком Дании. Не является самостоятельной валютой и привязана к датской кроне; в стране наряду с фарерскими банкнотами обращаются датские банкноты. Из-за этого не имеет собственного кода ISO 4217.

## История
Когда Германия оккупировала Данию 9 апреля 1940 года, датская крона использовалась на Фарерах в качестве валюты. Однако все торговые отношения между Фарерами и Данией были прекращены в результате оккупации, оставив действовать одну валюту на двух независимых друг от друга рынках. 31 мая 1940 были введены специальные фарерские банкноты. Они представляли собой датские банкноты со специальным штампом. Эти банкноты заменили датские 1 к 1.
С 14 октября 1940 новые банкноты печатались «от имени Национального банка Дании». Номинал новых банкнот равнялся уже используемым. 18 декабря 1940 был основан Валютный центр, чтобы отслеживать международную торговлю и платежеспособность Фарерских островов. Валютный центр возглавлялся правлением, состоявшим из девяти человек: судьи, который возглавлял правление, одного представителя Рыбного экспорта Фарер, одного представителя Торгового союза Фарер, одного представителя Føroya Banki, одного представителя сберегательного банка Føroya Sparikassi и четырёх представителей парламента Фарер (Løgting).
18 декабря 1940 фарерская крона была привязана к британскому фунту с курсом 22.4 кроны = 1 фунт. Этот курс был официально одобрен британским правительством в договоре под названием «Соглашение между правительством Её Британского Величества и администрацией Фарерских островов по регулированию финансовых отношений между Великобританией и Фарерскими островами», который вступил в силу 27 марта 1941 года.
В то же время правление «Валютного центра» было сокращено до трех членов: один представитель британского правительства, один представитель Государства (говоря Датское государство, подразумевая графство Фареры) и один представитель фарерского или датского парламента. В 1941 монеты для хождения на Фарерах чеканились в Лондоне.
С 12 апреля 1949 года фарерская крона была отделена от фунта стерлингов и была прикреплена к датской кроне по равному курсу. Это соглашение по-прежнему в силе. Хотя фарерские банкноты выпускались «от имени Национального банка Дании», Национальный банк Дании не предъявляет никаких прав на фарерские банкноты, выпущенные до 1951.
В начале августа 2009 Фарерские острова подали заявку на введение евро.

## Обмен с Датской кроной
Датские кроны меняются на фарерские кроны и обратно Национальным банком Дании бесплатно. Хотя обычные датские банкноты больше не являются официальным платежным средством на Фарерских островах, они принимаются практически везде. В Дании о существовании фарерской кроны знают очень мало, в основном то, что это официально та же самая валюта, что и датские кроны, и они могут быть бесплатно обменяны в датском банке. Поэтому в очень малом количестве датских магазинов их согласятся принять. Людям, путешествующим с Фарер в Данию, часто советуют обменять наличность перед отправлением, чтобы предотвратить нежелательные ситуации.

## Монеты
Фарерские острова используют обычные датские монеты, но периодически проявляется нехватка мелких денег в некоторых случаях, что приводит к нестандартным выпускам.
В конце XIX века немецкая C.F. Siemsen, торговавшая на Фарерских островах и в Исландии выпустила свои собственные монеты. Этот выпуск был сделан из меди, на одной стороне была надпись CFS, а на другой — номинал: 4 или 16 скиллингов (скандинавский аналог шиллинга). По причине нехватки валюты в 1929-33 гг., два торговца выпустили свои собственные монеты: J.F. Kjølbro в Клаксвике и S.P. Petersens Eftf в Фуглафьёрдуре. Выпуск Kjølbro сделан из алюминия и номинирован в 10, 25 и 50 эре, а также в 1, 2, 5 и 10 крон. Выпуск S.P. Petersens Eftf был сделан из меди и номинировался в 5, 10 и 25 эре, а также в 1, 2 и 5 крон.
В течение Второй мировой войны Фарерские острова были отделены от Дании из-за их оккупации Великобританией и Германией соответственно. В 1941 году весь набор монет (1, 2, 5, 10 и 25 эре) чеканился в Лондоне, чтобы удовлетворить потребность в мелких обменных деньгах. Выпуск был идентичен датским предвоенным монетам, которые уже ходили, но легко отличить монеты, отчеканенные в Лондоне, сделанные из бронзы и медно-никелевого сплава, в то время как точно такие же монеты в Дании в 1941-м чеканились из алюминия и цинка. К тому же на британских монетах не хватает отметки Королевского датского монетного двора (маленького сердца), а также инициалов гравировщика и чеканщика в Копенгагене.

## Банкноты

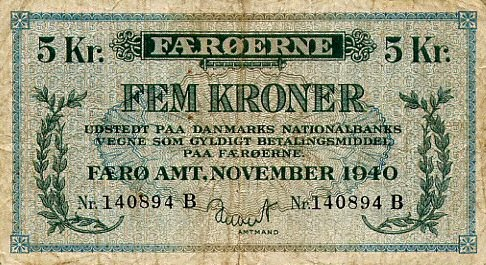
5 крон 1940 года

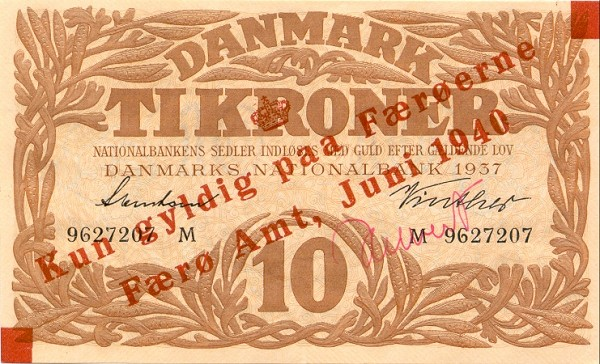
10 крон 1940 года

В 1940 датские банкноты в 5, 20, 50, 100 и 500 крон были проштампованы Kun Gyldig paa Færøerne, Færø Amt, Juni 1940 (что означает «Действительно только на Фарерских островах, Фарерское графство, июнь 1940») для выпуска на Фарерских островах. Позже в том же году Færø Amt выпустил отдельные банкноты номиналом 1, 5, 10 и 100 крон. С 1951 года банкноты выпускались с текстом на фарерском. Банкноту в 1 крону перестали выпускать, а в 50 крон — начали в 1967 году, затем в 1978 был начат выпуск банкнот номиналом 500 и 1000 крон, в 1986 — в 20 крон, в 2003—200 крон. С 2001 по 2005 год была выпущена новая серия банкнот с номиналами в 50, 100, 200, 500 и 1000 крон. 19 марта 2012 года в оборот была введена новая серия банкнот, отличающаяся только несколько изменёнными формами степеней защиты, но общее оформление банкнот изменено не было.
| Серия 2001—2011 года | Серия 2001—2011 года | Серия 2001—2011 года | Серия 2001—2011 года | Серия 2001—2011 года | Серия 2001—2011 года         | Серия 2001—2011 года          | Серия 2001—2011 года | Серия 2001—2011 года |
| Изображение          | Изображение          | Номинал (крон)       | Размеры (мм)         | Основные цвета       | Описание                     | Описание                      | Годы печати          |                      |
| Лицевая сторона      | Оборотная сторона    | Номинал (крон)       | Размеры (мм)         | Основные цвета       | Лицевая сторона              | Оборотная сторона             | Годы печати          |                      |
| -------------------- | -------------------- | -------------------- | -------------------- | -------------------- | ---------------------------- | ----------------------------- | -------------------- | -------------------- |
|                      |                      | 50                   | 125×72               | серый, синий         | рог барана                   | обрыв на острове Сувурой      | 2001 2011            |                      |
|                      |                      | 100                  | 135×72               | коричневый, жёлтый   | хвост трески                 | вид на Клаксвуйк              | 2002 2011            |                      |
|                      |                      | 200                  | 145×72               | серый, фиолетовый    | бабочка хмелевого тонкопряда | скалы возле острова Тиндхёльм | 2003 2011            |                      |
|                      |                      | 500                  | 155×72               | зелёный, коричневый  | береговой краб               | вид на Кванасанд              | 2004 2011            |                      |
|                      |                      | 1000                 | 165×72               | серый, коричневый    | морской песочник             | вид на остров Сандой          | 2005 2011            |                      |